# Аяшлы, Мюневвер
Мюневвер Аяшлы (имя при рождении Хатидже Мюневвер, 10 июня 1906 — 20 августа 1999) — турецкая писательница.

## Биография
Родилась 10 июня 1906 года в Салониках в семье военнослужащего Джафери Тайяр Бея и его жены домохозяйки Хайрие Шерифе Ханым.
Семья будущей писательницы была зажиточной. У них было три горничных, повар, няня и лакей. Родители Мюневвер, помимо родного языка, владели французским, её отец кроме того говорил по-немецки.
В начале 1914 года семья Мюневвер переехала в Алеппо, там она училась в немецкой протестантской школе, в ней будущая писательница выучила немецкий язык, а также научилась играть на пианино и уде. В 1916 году она переехала в Бейрут, там Мюневвер также училась в немецкой школе, а также начала изучать арабский язык.
Затем Мюневвер училась в организованной Халиде Эдиб школе, но из-за плохой организации учебного процесса через 3 месяца вернулась в немецкую школу.
После распада Османской империи семья Мюневвер переехала в Стамбул, затем в Штутгарт, но вследствие тяжёлого финансового положения вынуждена была вернуться в Стамбул. Там семье Мюневвер пришлось жить в доме брата её отца.
В 1927 году семья Мюневвер переехала в Анкару. В 1930 году Мюневвер вышла замуж за дипломата. Их брак продолжался вплоть до смерти последнего в 1944 году.
После этого Мюневвер увлеклась писательской деятельностью. Она писала статьи для газет, рассказы и романы, большая часть из них были посвящены повседневной жизни и обычаям Османской империи. Наиболее известный цикл романов Мюневвер повествует о семье, живущей в период заката империи.
Умерла 20 августа 1999 года в Стамбуле.